# Pseudolotus
Pseudolotus é um género monotípico de plantas com flores pertencentes à família Fabaceae. A sua única espécie é Pseudolotus villosus.
A sua área de distribuição nativa encontra-se na Península Arábica, e do Irão ao Paquistão.